# Tomás Inguana
Tomás Manuel Inguana (Lourenço Marques - atual Maputo, 13 de janeiro de 1973) é um ex-futebolista moçambicano que atuava como lateral-direito.
Representou seu país em duas edições da Copa Africana de Nações.

## Carreira
Após defender Desportivo e Ferroviário de Maputo no futebol moçambicano, passou também pelo futebol da África do Sul, onde atuou por Orlando Pirates, AmaZulu e Wits University sendo campeão nacional em 2000–01 e 2002–03. Ele ainda teve uma curta passagem pelo futebol do Vietnã em 2004, atuando pelo Nam Đinh. Encerrou a carreira em 2006, aos 33 anos, passando a trabalhar como diretor-esportivo do Desportivo de Maputo.

## Seleção Moçambicana
Pela Seleção Moçambicana, Tomás Inguana disputou 33 jogos entre 1995 e 2004 e marcou 2 gols. Disputou 2 edições da Copa Africana de Nações (não jogou nenhuma partida em 1996 e atuou nos 3 jogos dos Mambas em 1998). Em ambas, Moçambique foi eliminado ainda na fase de grupos.

## Títulos
Desportivo de Maputo
- Moçambola: 1995

Ferroviário de Maputo
- Moçambola: 1998–99

Orlando Pirates
- Campeonato Sul-Africano: 2000–01, 2002–03